# Caco Rodrigues
Caco Rodrigues, pseudônimo de Airton Silvestre Dionisio (São José do Rio Preto, 2 de abril de 1969), é um empresário, ator, radialista, produtor, diretor e apresentador brasileiro.

## Biografia

### Formação acadêmica e o início na TV
Caco começou fazendo comerciais de TV quando criança, e participou de alguns programas do SBT. Na adolescência, trabalhou como modelo em grandes agencias participando de desfiles e dos programas Viva a Noite e Corrida Maluca na figuração fixa. Foi o 2° lugar no concurso The Look Of The Year. Morou nos Estados Unidos para estudar Televisão e Cinema, e em seu retorno passou a trabalhar em produção de TV.

### Desenvolvimento na carreira
Caco trabalhou na direção de palco do Topa Tudo Por Dinheiro do SBT. Pelo êxito que obteve, passou a dirigir outros programas que fizeram muito sucesso na emissora.
Trabalhou com outros artistas como Ratinho e Adriane Galisteu, e apresentou na Gazeta o programa Pegar ou Largar onde teve resultados surpreendentes.

### Atuando como apresentador
Tempos depois, Caco foi convidado a dirigir e também apresentar no SBT o Fantasia indicando Helen Ganzarolli como a sua parceira na apresentação. A indicação foi aceita e os dois passaram a comandar o programa, que passou a ser o vice-líder no horário. O Fantasia também teve ótimos resultados quando foi para as tardes da emissora, mas voltou para as madrugadas para dar lugar ao Casos de Família. Após 5 meses, o Fantasia chegou ao fim por contrato firmado com a prestadora do serviço telefônico.
Por pedido do público, Caco e Helen voltaram ao ar 20 dias depois apresentando o Quem Não Viu Vai Ver, que mostrava a historia do SBT com vídeos do arquivo da emissora. Caco e Helen apresentaram também juntos os programas Ataque de Risos e Campeonato de Perguntas, programas com poucos recursos mas que davam bastante trabalho para a concorrência.
Após uma suposta demissão, o apresentador foi chamado de volta ao SBT para dirigir o Jogo das Loiras, um programa de grande êxito no exterior. Caco apresentou os pilotos, e parece ter agradado a casa.

### Prestígio pessoal junto ao público e conquistas
Caco participou do Teleton ao lado de Claudete Troiano. Em sua participação de apenas 30 minutos, houve o congestionamento das linhas telefônicas. Uma de suas conquistas foi apresentar o programa Tentação de Silvio Santos, que não pôde gravar na época por conta de problemas de garganta.

### Saída
Caco se afastou do SBT no dia 10 de agosto de 2009, mas voltou em 8 de outubro de 2010 com novos projetos.
Hoje, apesar de especulações a seu respeito na apresentação de outros produtos que aparecem no SBT, Caco aguarda a nova programação.

## Programas que apresentou
- Pegar ou Largar (Gazeta)
- Fantasia (SBT)
- Quem Não Viu Vai Ver (SBT)
- Ataque de Risos (SBT)
- Campeonato de Perguntas (SBT)
- Teleton (SBT)
- Tentação (SBT)
- Jogo das Loiras (SBT)

## Programas que dirigiu
- Topa Tudo Por Dinheiro (SBT)
- Gol Show (SBT)
- Roda a Roda (SBT)
- Gente que Brilha (SBT)
- Rei Majestade (SBT)
- Show do Milhão (SBT)
- Você É o Jurado (SBT)
- Charme (SBT)
- Fantasia (SBT)
- Quem Não Viu Vai Ver (SBT)
- Ataque de Risos (SBT)
- Campeonato de Perguntas (SBT)
- Jogo das Loiras (SBT)
- Fofocalizando (SBT)